# Polarforskning

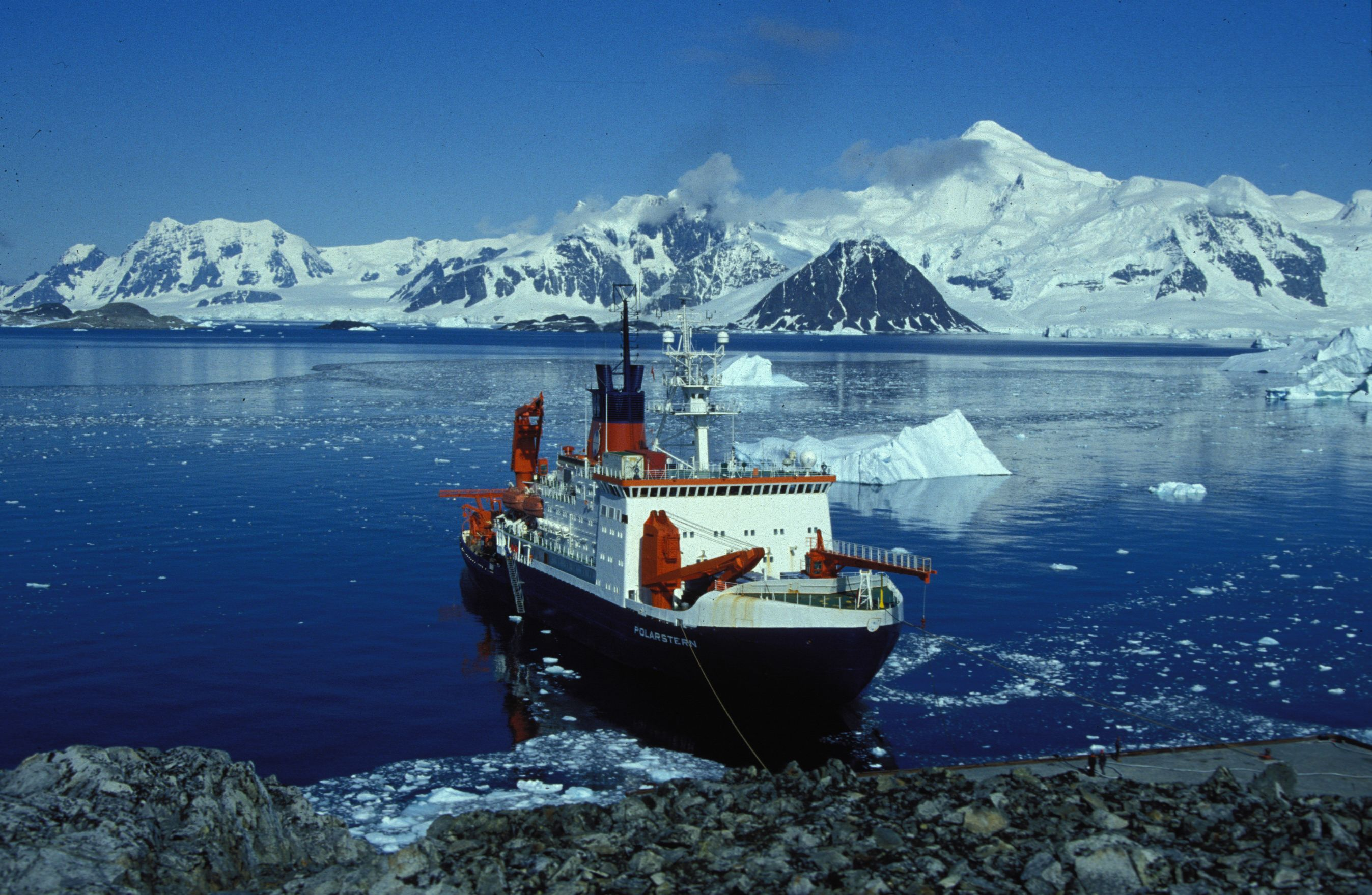
Forskningsfartyget "Polarstern" vid den brittiska forskningsstationen Rothera på Antarktishalvön.

Polarforskning är forskning som utförs i eller handlar om jordens polarområden, men även sub-polara områden och den svenska fjällvärlden är av intresse för forskare . Forskningsområdet omfattar en rad vetenskapliga discipliner, bland andra:

- Astronomi
- Biogeokemi
- Biologi
- Geofysik
- Geologi
- Glaciologi
- Klimatologi
- Limnologi
- Oceanografi
- Ekologi